# Eu Que Amo Tanto
Eu Que Amo Tanto é uma série brasileira produzida pela TV Globo e exibida dentro do Fantástico. Baseada no livro homônimo de Marília Gabriela; é escrita por Euclydes Marinho, tendo direção de Joana Jabace e núcleo de Amora Mautner.
Contou com Mariana Ximenes, Marjorie Estiano, Márcio Garcia, Paula Burlamaqui, Antonio Calloni, Tarcísio Filho, Susana Vieira e Carolina Dieckmann nos papéis principais.
É baseada em histórias reais e conta, em quatro episódios, o que mulheres que amam demais são capazes de fazer para viver o amor até as últimas consequências.

## Enredo

### Leididai
Leididai (Mariana Ximenes), uma moça tímida que se apaixona pelo presidiário Zé Osmarino (Márcio Garcia). Nas visitas ao amado, na prisão, ela encontra sua liberdade.

### Sandra
Sandra (Susana Vieira) havia passado os quatro últimos anos cuidando do marido doente. Era uma mulher vazia, sequer lembrava o que era ter um brilho nos olhos e um afago no coração.
No dia em que o fotógrafo Miguel (Tarcísio Filho) a convida para um ensaio fotográfico, algo diferente aconteceu e ela se deixou envolver – afinal, há tempos não sabia mais o que era a felicidade.
Miguel era um homem livre e, enquanto Sandra entrava de cabeça na relação, ele se distanciava. A cada “eu te amo” sem resposta, ela sentia-se humilhada.
Mas qualquer coisa era melhor do que ficar sem ele, o que acaba acontecendo. Só que Sandra não consegue aceitar o rompimento, pois precisa deste amor. E persegue Miguel até as últimas consequências.

### Angélica
Angélica (Marjorie Estiano), larga o marido e dois filhos para viver uma relação com Cristiane (Paula Burlamaqui), o romance entre as duas mulheres sofre um desgaste por conta dos ciúmes que Angélica tem da ex-mulher da amada.

### Zezé
Zezé (Carolina Dieckmann), é filha de um pai alcoólatra, quando nova, foi abusada pelo tio. Ela nunca acreditou que encontraria o amor, até conhecer o galanteador Osório (Antônio Calloni). A paixão dela é tanta que ela começa a se anular e aceitar as traições do marido.

## Elenco

### Episódio 1: "Leididai"
| Ator            | Personagem                  |
| --------------- | --------------------------- |
| Mariana Ximenes | Leididai de Oliveira Fontes |
| Márcio Garcia   | Zé Osmarino                 |
| Mary Sheila     | Mulher na Boate             |

### Episódio 2: "Sandra"
| Ator           | Personagem |
| -------------- | ---------- |
| Susana Vieira  | Sandra     |
| Tarcísio Filho | Miguel     |

### Episódio 3: "Angélica"
| Ator             | Personagem         |
| ---------------- | ------------------ |
| Marjorie Estiano | Angélica           |
| Paula Burlamaqui | Cristiane          |
| Isio Ghelman     | Marido de Angéilca |

### Episódio 4: "Zezé"
| Ator               | Personagem     |
| ------------------ | -------------- |
| Carolina Dieckmann | Zezé           |
| Antônio Calloni    | Osório         |
| Mel Maia           | Zezé (criança) |
| Cinara Leal        | Gisele         |
| Renato Góes        | Marido de Zezé |

### Galeria

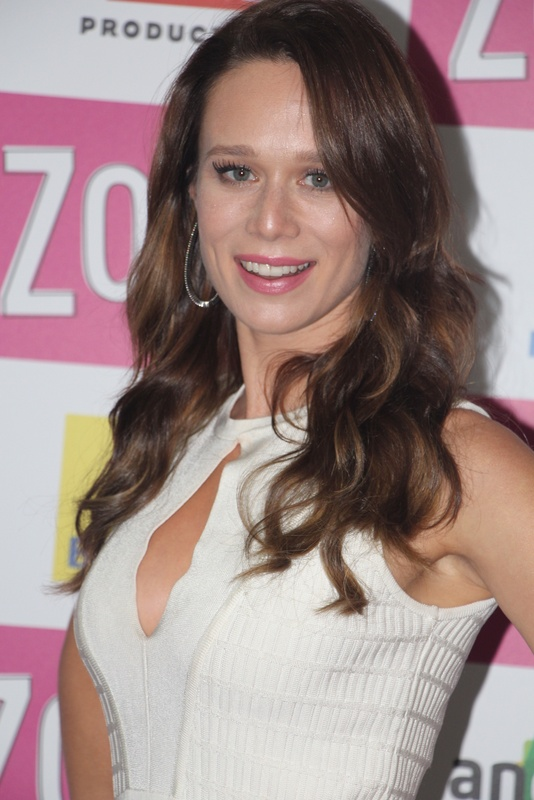
Mariana Ximenes interpretou Leididai.
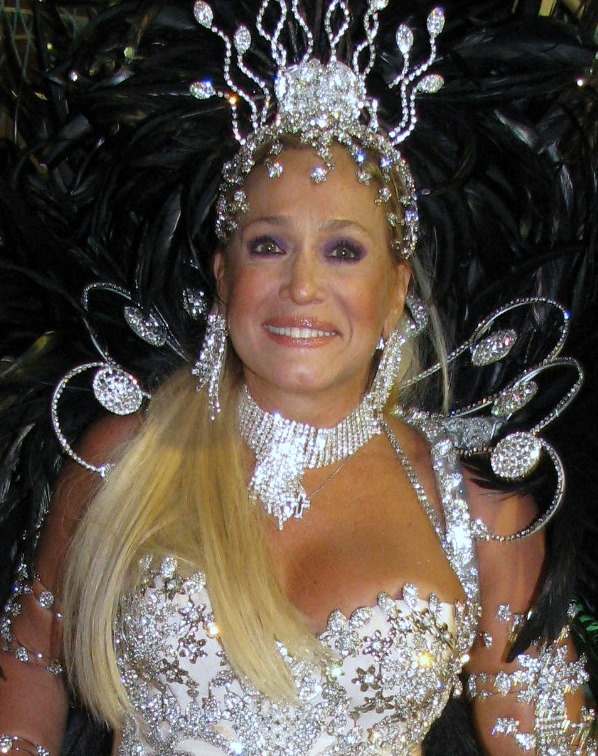
Susana Vieira interpretou Sandra.
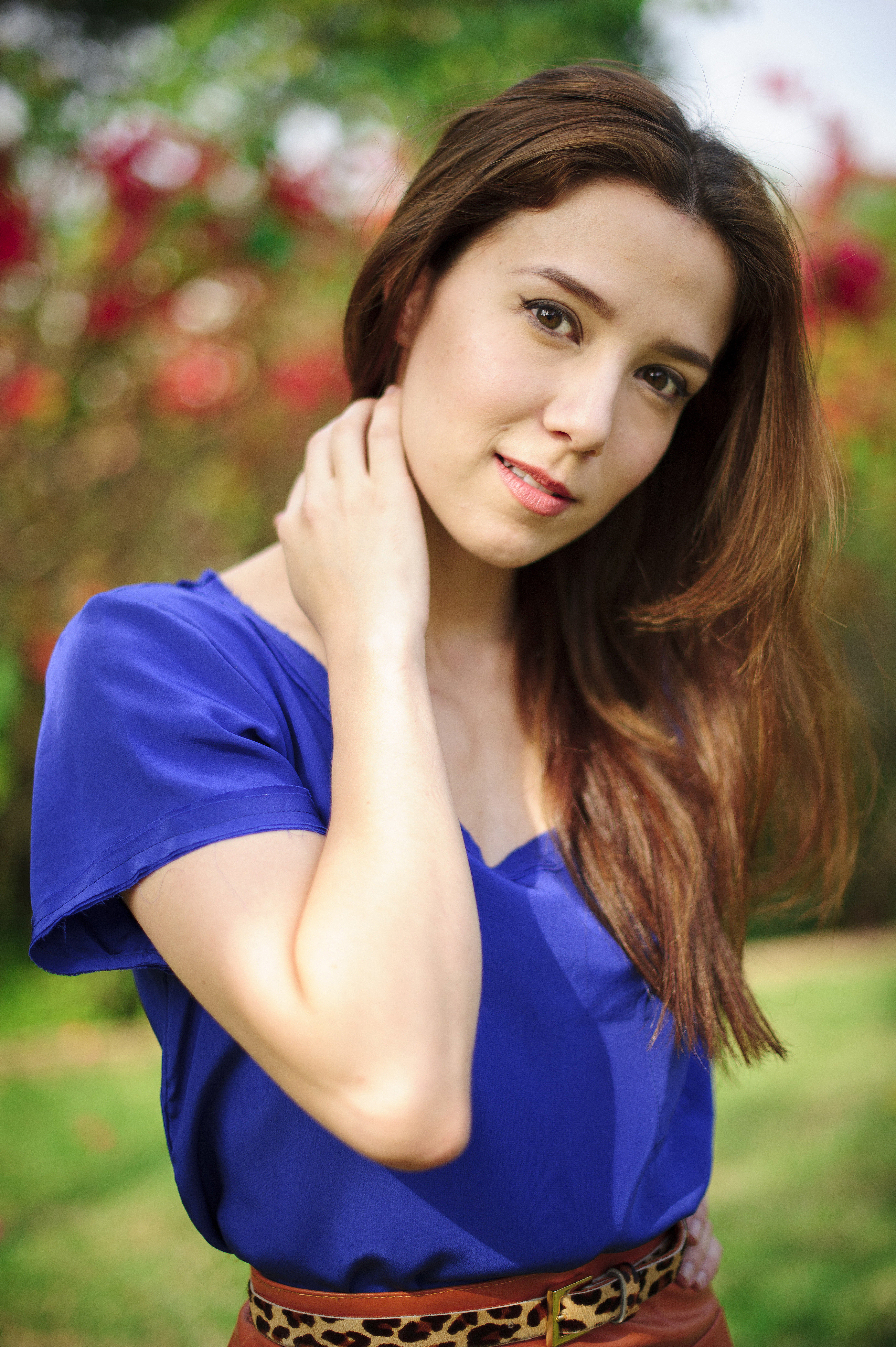
Marjorie Estiano interpretou Angélica.
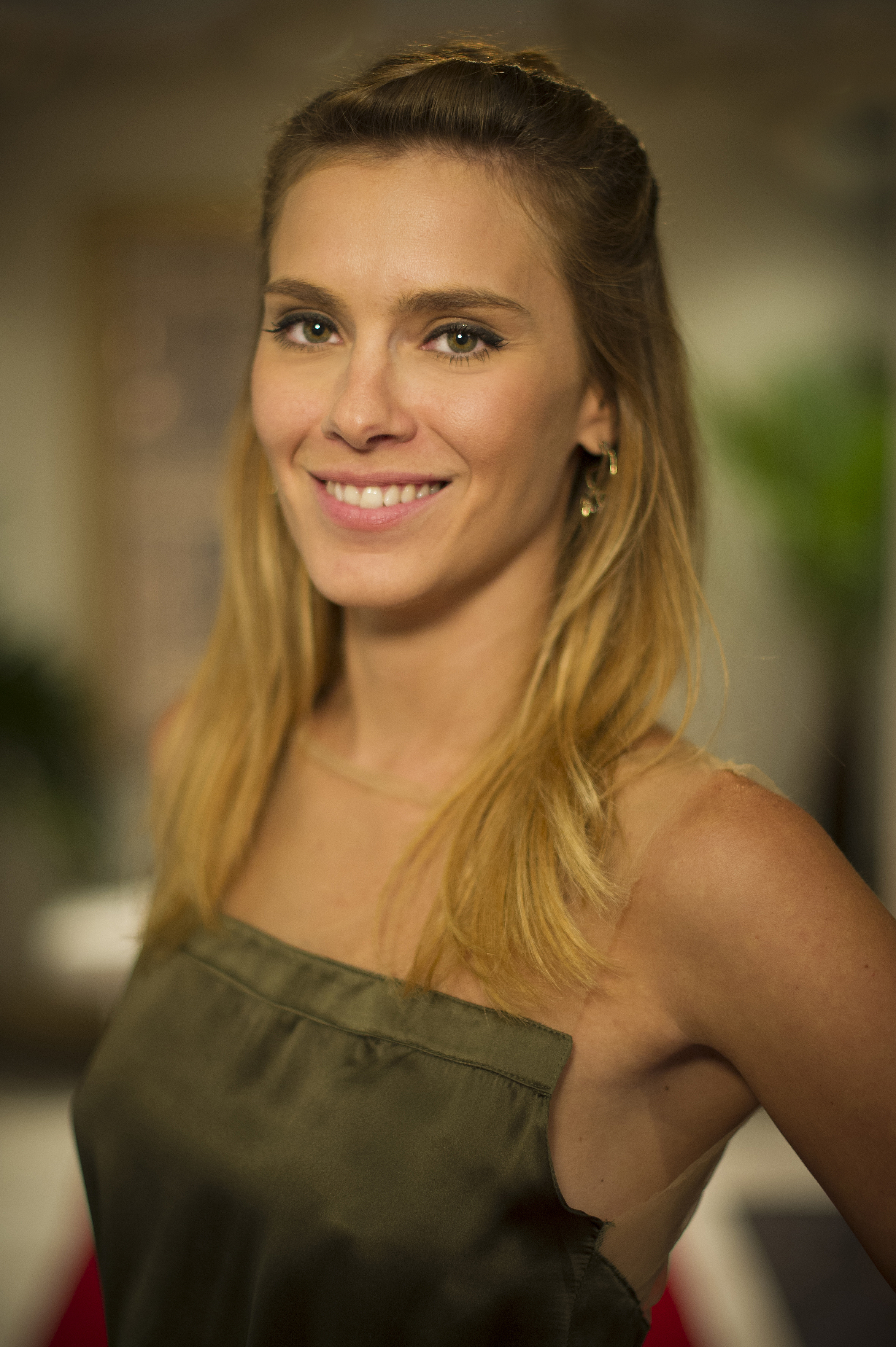
Carolina Dieckmann interpretou Zezé.
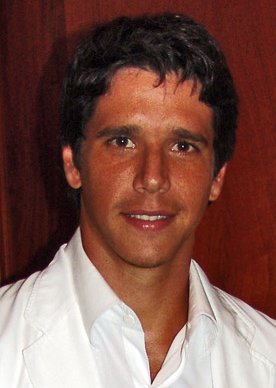
Márcio Garcia interpretou Zé Osmarino.
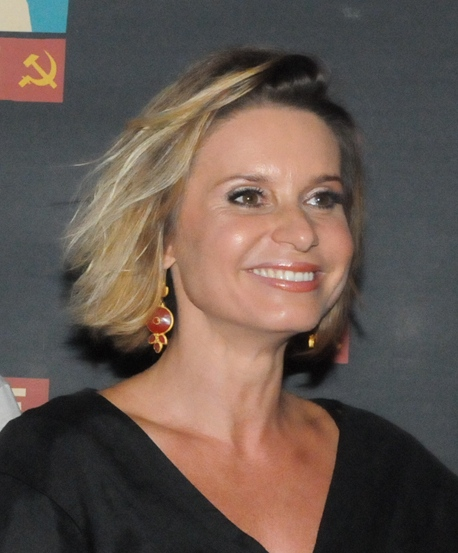
Paula Burlamaqui interpretou Cristiane.